# Wangsheren
Wangsheren (kinesiska: 王舍人街道, 王舍人) är en socken i Kina. Den ligger i provinsen Shandong, i den östra delen av landet, omkring 14 kilometer nordost om provinshuvudstaden Jinan. Antalet invånare är 66 556. Befolkningen består av 33 075 kvinnor och 33 481 män. Barn under 15 år utgör 15,0 %, vuxna 15-64 år 76 %, och äldre över 65 år 7,0 %.
Genomsnittlig årsnederbörd är 841 millimeter. Den regnigaste månaden är juli, med i genomsnitt 315 mm nederbörd, och den torraste är januari, med 6 mm nederbörd.